# Torrevecchia Pia
Torrevecchia Pia (Turvégia in dialetto pavese, e semplicemente Torre Vecchia fino al 1863) è un comune italiano di 3 529 abitanti della provincia di Pavia in Lombardia. Si trova nel Pavese nordorientale, nella pianura alla sinistra del Lambro meridionale.

## Storia
Torre Vecchia, nota fin dall'XI secolo, fece parte inizialmente del feudo di Bascapè, appartenente alla casata omonima, passando poi nel XVI secolo al feudo di Landriano, appartenente ai Taverna. Nel XVIII secolo non era più infeudato. Fin dal XIII secolo, se non prima, apparteneva al territorio milanese, e precisamente alla pieve civile di San Giuliano. Nel 1786 fu incluso nella provincia di Pavia. Nel 1863 prese il nome di Torrevecchia Pia. Nel 1872 furono aggregati a Torrevecchia Pia i comuni di Vigonzone e Zibido al Lambro.
- Vigonzone (CC L902) era in parte feudo di un'abbazia milanese (Sant'Ambrogio); faceva parte della pieve di San Giuliano, nel territorio milanese, ma nel 1786 fu incluso nella provincia di Pavia. Nel 1872 il comune fu soppresso e unito a Torrevecchia Pia.
- Zibido al Lambro (CC M175) apparteneva al feudo di Landriano, e rimase fino al XVIII secolo per metà ai Landriani, mentre l'altra metà fu acquistata nel 1688 dai Taverna, conti di Landriano (i due feudatari esercitavano la giurisdizione ad anni alterni). A differenza di Torrevecchia e Vigonzone, non apparteneva alla pieve di San Giuliano, ma al vicariato di Binasco, sempre nel territorio milanese. Anche questo comune nel 1786 fu unito alla provincia di Pavia; nel 1872 fu soppresso e unito a Torrevecchia Pia.

## Società

### Evoluzione demografica
- 502 nel 1751
- 618 nel 1805
- 555 nel 1853
- 693 nel 1861
- 685 nel 1871

Abitanti censiti

## Monumenti e luoghi d’interesse

### Architetture religiose
La Chiesa della Natività di Maria è sede di una parrocchia ex milanese pluri-centenaria. 

## Amministrazione

### Gemellaggi
- Velká Bíteš[6]